# Willy Koblanck
Gustav Julius Richard Willy Koblanck, född 31 mars 1901 i Landsberg an der Warthe, Kejsardömet Tyskland, död 11 juli 1970 i Oscars församling i Stockholm
, var en svensk skådespelare och teaterpedagog.
Koblanck grundade 1938 en teaterskola på Skeppargatan 24 på Östermalm. Band eleverna märks Alf Kjellin, Gaby Stenberg, Britta Holmberg, Inga Gill, Carl-Åke Eriksson, Inga Sarri, Pia Rydwall, Roland Hedlund, Tord Peterson, Christina Schollin, Lars Passgård, Fillie Lyckow, Staffan Percy, operaregissören Ann-Margret Pettersson, Lennie Norman och journalisten Jarl Alfredius.

## Filmografi
- 1950 – Sånt händer inte här
- 1951 – Bärande hav
- 1954 – I rök och dans
- 1955 – Het är min längtan
- 1966 – Nattlek
- 1968 – ...som havets nakna vind